# Killaloe (County Clare)
Killaloe (irsk Cill Dalua, Daluas kirke)) er en lille by i det østlige County Clare, Irland. Den ligger ud til floden Shannon på vestbreddeb af Lough Derg og er forbundet til nabobyen Ballina på østbredden af søen via Killaloe Bridge. Den havde 1666 indbyggere i 2022.
Brian Boru blev født i Killaloe omkring år 941.
Byen bliver nævn i sangen Paddy McGinty's Goat fra 1917. Gaelic Storms sang "Damn Near Died in Killaloe" fra albummet Go Climb a Tree (2017) foregår i byen og nævner Killaloe gentagne gange.